# Lukovo, Kuršumlija
Lukovo (izvirno srbsko Луково) je naselje v Srbiji, ki upravno spada pod Občino Kuršumlija; slednja pa je del Topliškega upravnega okraja.

## Demografija
V naselju živi 271 polnoletnih prebivalcev, pri čemer je njihova povprečna starost 38,3 let (39,3 pri moških in 37,4 pri ženskah). Naselje ima 136 gospodinjstev, pri čemer je povprečno število članov na gospodinjstvo 2,69.
To naselje je, glede na rezultate popisa iz leta 2002, večinoma srbsko.
|  |

| Demografija | Demografija     | Demografija     |
| Leto        | Št. prebivalcev | Št. prebivalcev |
| ----------- | --------------- | --------------- |
|             |                 |                 |
|             |                 |                 |
|             |                 |                 |
|             |                 |                 |
| 1948        | 554             |                 |
| 1953        | 601             |                 |
| 1961        | 680             |                 |
| 1971        | 621             |                 |
| 1981        | 395             |                 |
| 1991        | 320             | 320             |
| 2002        | 389             | 366             |
|             |                 |                 |

| Etnična sestava po popisu iz leta 2002 | Etnična sestava po popisu iz leta 2002 | Etnična sestava po popisu iz leta 2002 | Etnična sestava po popisu iz leta 2002 | Etnična sestava po popisu iz leta 2002 |
| -------------------------------------- | -------------------------------------- | -------------------------------------- | -------------------------------------- | -------------------------------------- |
| Srbi                                   | Srbi                                   |                                        | 363                                    | 99,18%                                 |
| Neznano                                | Neznano                                |                                        | 3                                      | 0,81%                                  |